# David Brandon
David Brandon, noto anche con il nome vero David Haughton e lo pseudonimo David Cain (Cork, 13 dicembre 1951), è un attore, scrittore e regista teatrale irlandese.

## Biografia
Laureatosi all'Università di Cambridge, successivamente è diventato famoso come attore nella compagnia di teatro-danza The Lindsay Kemp Company di Lindsay Kemp, con cui ha messo in scena molti spettacoli tra gli anni settanta e novanta. Ha inoltre scritto e dedicato un libro omonimo allo stesso Kemp, un libro di poesie, due libretti di opera contemporanea, oltre a numerosi adattamenti cinematografici-teatrali.

David Brandon in Caligola - La storia mai raccontata (1982)

È conosciuto anche come regista ed autore di molti spettacoli in Italia, tra l'altro di tre musical prodotti dal Teatro dell'Opera di Roma. È noto anche in Italia per i ruoli avuti in vari film horror e thriller, diretti da registi quali Joe D'Amato, Lamberto Bava e Michele Soavi. Come attore cinematografico è stato particolarmente apprezzato in Jubilee, Deliria, Le foto di Gioia, Caligola - La storia mai raccontata, La casa 5, Ator l'invincibile, Francesco, Ora e per sempre (nella parte di Michael Sutten, anziano ex funzionario della Federcalcio inglese).
Ha prestato la sua voce in un brano dell'album Streghe di Fabio Meini.

## Filmografia

### Cinema
- Jubilee, regia di Derek Jarman (1978)
- Malamore, regia di Eriprando Visconti (1982)
- Caligola - La storia mai raccontata, regia di David Hills (1982)
- Ator l'invincibile, regia di Joe D'Amato (1982)
- The Lost City, regia di Robert Dukes (1982)
- She, regia di Avi Nesher (1984)
- Sole nudo, regia di Tonino Cervi (1984)
- Prima del futuro, regia di Ettore Pasculli, Fabrizio Caleffi e Gabriella Rosaleva (1985)
- Il tenente dei carabinieri, regia di Maurizio Ponzi (1986)
- Deliria, regia di Michele Soavi (1987)
- Le foto di Gioia, regia di Lamberto Bava (1987)
- Qualcuno in ascolto, regia di Faliero Rosati (1988)
- Musica per vecchi animali, regia di Umberto Angelucci e Stefano Benni (1989)
- Modì, regia di Franco Brogi Taviani (1989)
- Mal d'Africa, regia di Sergio Martino (1990)
- La casa 5, regia di Claudio Fragasso (1990)
- La stanza delle parole, regia di Franco Molè (1990)
- Caccia allo scorpione d'oro, regia di Umberto Lenzi (1991)
- Hornsby e Rodriguez - Sfida criminale, regia di Umberto Lenzi (1992)
- Scarlet Diva, regia di Asia Argento (2000)
- Ora e per sempre, regia di Vincenzo Verdecchi (2004)
- Guinea Pig, regia di Antonello De Leo (2006)
- Cenerentola, regia di Christian Duguay (2011)
- La strada di Paolo, regia di Salvatore Nocita (2011)
- Diaz - Don't Clean Up This Blood, regia di Daniele Vicari (2012)
- Neverlake, regia di Riccardo Paoletti (2013)
- Ricordi?, regia di Valerio Mieli (2018)
- Cieco sordo muto, regia di Lorenzo Lepori (2023)

### Televisione
- Per sempre, regia di Lamberto Bava – film TV (1987)
- Sei delitti per padre Brown, regia di Vittorio De Sisti – miniserie TV (1988)
- Francesco, regia di Michele Soavi – miniserie TV (2002)
- Distretto di Polizia – serie TV, episodio 3x07-8x03-8x08 (2002; 2008)
- Rino Gaetano - Ma il cielo è sempre più blu, regia di Marco Turco (2007)
- Nassiryia - Per non dimenticare, regia di Michele Soavi – film TV (2007)
- Aldo Moro - Il presidente, regia di Gianluca Maria Tavarelli (2008)
- Intelligence - Servizi & segreti, regia di Alexis Sweet (2009)
- I Medici (Medici: The Magnificent) – serie TV, 13 episodi (2018-2019)
- Il nome della rosa (The Name of the Rose) – miniserie TV (2019)